# New York, I Love You
New York, I Love You è un film collettivo del 2009. È composto da diversi episodi, sul tema dell'amore, ambientati ognuno in un diverso quartiere della città di New York.
È la seconda parte del progetto Cities of Love, segue Paris, je t'aime e precede Rio, eu te amo (2014) e Berlin, I Love You (2019).
Del progetto doveva far parte anche il regista Anthony Minghella, ma è deceduto poco prima dell'avvio della produzione (a lui il film è dedicato). Il film segna il debutto alla regia dell'attrice Natalie Portman.
Il film è stato distribuito nelle sale cinematografiche statunitensi il 16 ottobre 2009. In Italia è stato trasmesso in prima TV assoluta il 14 febbraio 2018 su Cine Sony.

## Episodi

### Segmento Jiang Wen
- Regia: Jiang Wen
- Sceneggiatura: Hu Hong, Yao Meng, Israel Horovitz (adattamento)
- Interpreti: Hayden Christensen (Ben), Andy García (Garry), Rachel Bilson (Molly)

### Segmento Mira Nair
- Regia: Mira Nair
- Sceneggiatura: Suketu Mehta
- Interpreti: Natalie Portman (Rifka), Irrfan Khan (Mansukhbhai)

### Segmento Shunji Iwai
- Regia: Shunji Iwai
- Sceneggiatura: Shunji Iwai, Israel Horovitz (adattamento)
- Interpreti: Orlando Bloom (David), Christina Ricci (Camille)

### Segmento Yvan Attal
- Regia: Yvan Attal
- Sceneggiatura: Olivier Lecot
- Interpreti: Maggie Q (Call Girl), Ethan Hawke (scrittore), Chris Cooper (Alex), Robin Wright (Anna)

### Segmento Brett Ratner
- Regia: Brett Ratner
- Sceneggiatura: Jeff Nathanson
- Interpreti: Anton Yelchin (ragazzo), James Caan (Mr. Riccoli), Olivia Thirlby (attrice), Blake Lively (ex-fidanzata)

### Segmento Allen Hughes
- Regia: Allen Hughes
- Sceneggiatura: Xan Cassavetes, Stephen Winter
- Interpreti: Drea de Matteo (Lidia), Bradley Cooper (Gus)

### Segmento Shekhar Kapur
- Regia: Shekhar Kapur
- Sceneggiatura: Anthony Minghella
- Interpreti: Julie Christie (Isabelle), John Hurt (Jacob), Shia LaBeouf (Bellhop)

### Segmento Natalie Portman
- Regia: Natalie Portman
- Sceneggiatura: Natalie Portman
- Interpreti: Taylor Geare (Teya), Carlos Acosta (Dante), Jacinda Barrett (Maggie)

### Segmento Fatih Akın
- Regia: Fatih Akın
- Sceneggiatura: Fatih Akın
- Interpreti: Uğur Yücel (pittore), Shu Qi (erborista cinese), Burt Young (padrone di casa)

### Segmento Joshua Marston
- Regia: Joshua Marston
- Sceneggiatura: Joshua Marston
- Interpreti: Eli Wallach (Abe), Cloris Leachman (Mitzie)

### Segmento Randall Balsmeyer
- Regia: Randall Balsmeyer
- Sceneggiatura: Hall Powell, Israel Horovitz, James C. Strouse
- Interpreti: Emilie Ohana (Zoe, la videoartista), Eva Amurri (Sarah), Justin Bartha (Justin)